# La Sala, Mexiko
La Sala är en ort i Mexiko.   Den ligger i kommunen El Arenal och delstaten Hidalgo, i den sydöstra delen av landet, 90 km norr om huvudstaden Mexico City. La Sala ligger 2 144 meter över havet och antalet invånare är 1 059.
Terrängen runt La Sala är huvudsakligen kuperad, men åt nordost är den bergig. Runt La Sala är det ganska tätbefolkat, med 90 invånare per kvadratkilometer. Närmaste större samhälle är Pachuca de Soto, 17,6 km sydost om La Sala. Omgivningarna runt La Sala är i huvudsak ett öppet busklandskap.